# Brazylia na Letnich Igrzyskach Olimpijskich 1936
Brazylię na Letnich Igrzyskach Olimpijskich 1936 w Berlinie reprezentowało 73 zawodników w 9 dyscyplinach.

## Reprezentanci

### Kolarstwo
- Ferrer Dertonio
- José Magnani
- Hermógenes Netto

### Koszykówka
- Baiano
- Américo Montanarini
- Armando Albano
- Pavão
- Carmino de Pilla
- Miguel Pedro Martinez Lopes
- Nelson de Souza
- Coroa

### Lekkoatletyka
- José de Almeida
- Oswaldo Domingues
- Antônio de Carvalho
- Darcy Guimarães
- Sylvio Padilha
- Alfredo Mendes
- Ícaro Mello
- Márcio de Oliveira
- Antônio Lira
- Assis Naban

### Pięciobój
- Guilherme Catramby Filho
- Rui Duarte
- Anísio da Rocha

### Pływanie
- Antônio Amaral Filho
- Julius Edgar Arp
- Ademar Caballero
- Adhemar Grijó Filho
- Piedade Coutinho-Tavares
- Leônidas da Silva
- Helena de Salles
- Antônio Luiz dos Santos
- João Havelange
- Aluizio Lage
- Maria Lenk
- Isaac Morais
- Benvenuto Nuñes
- Paulo Tarrto
- Scylla Venâncio
- Manoel Villar
- Sieglinda Zigler

### Strzelectwo
- Manoel Braga
- Antônio Guimarães
- José Mello
- Harvey Villela

### Szermierka
- Ricardo Vagnottil
- Lodovico Alessandri
- Moacyr Dunham
- Ennio de Oliveira
- Henrique de Aguilar
- Hilda von Puttkammer

### Wioślarstwo
- Henrique Camargo
- Alfredo de Boer
- José de Campos
- Afonso de Castro
- Wilson de Freitas
- Celestino João de Palma
- Álvaro de Sá Freire
- Maximiliano Fava
- Arno Franzen
- Lauro Franzen
- Nilo Anselmo Franzen
- Frederico Gadevald
- Adamor Gonçalves
- Decio Klettenberg
- Henrique Kranen Filho
- Eduardo Lehman
- José Ramalho
- Pascoal Rapuano
- Rodolfo Rath
- Nelson Ribeiro
- Ernesto Santer
- Estevan Strata

### Żeglarstwo
- Walter Heuer